# Liste biblischer Personen/J
Diese Liste biblischer Personen führt Eigennamen von Personen auf, die in der Bibel vorkommen. Sie ist nach dem Alphabet auf mehrere Seiten aufgeteilt. Angegeben sind jene Bibelstellen, in denen die Person zuerst genannt wird. Namen von Orten, Bergen, Flüssen, Seen, Meeren, Inseln, Heiligtümern, Ländern, Völkern finden sich in der Liste geographischer und ethnographischer Bezeichnungen in der Bibel. 

## J
| Name (dt.)    | Name (Urtext)                                          | Bedeutung des Namens | Bibelstelle       | Person                                                                                                |
| ------------- | ------------------------------------------------------ | --- | ----------------- | --- |
| Jaakoba       | יַעֲקֹבָה jaʿᵃqōḇâ                                         | „[Gott] schützt“, „[Gott] bewacht“ | 1 Chr 4,36        | Simeoniter                                                                                            |
| Jaala         | יַעְלָה jaʿlâ und יַעְלָא jaʿlāʾ                             | unsicher, vllt. „der Steinbock“ oder „[Gott] hilft/nützt“ | Esr 2,56 u. ö.    | Priester                                                                                              |
| Jaareschja    | יַעֲרֶשְׁיָה jaʿᵃræšjâ                                       | „JHWH pflanzt“ | 1 Chr 8,27        | Benjaminit                                                                                            |
| Jaasai        | יַעֲשַׂי jaʿᵃśaj                                           | „JHWH handelt“ | Esr 10,37         | Priester                                                                                              |
| Jaasanja      | יַאֲזַשנְיָה jaʾᵃzanjâ                                      | „JHWH hat gehört“ | Jer 35,3          | Rechabiter                                                                                            |
| Jaasanja      | יַאֲזַשנְיָה jaʾᵃzanjâ                                      | „JHWH hat gehört“ | Ez 11,1           | Volksoberhaupt                                                                                        |
| Jaasanja      | יַאֲזַנְיָהוּ jaʾᵃzanjāhū                                    | „JHWH hat gehört“ | 2 Kön 25,23 u. ö. | Offizier Zedekias                                                                                     |
| Jaasanja      | יַאֲזַנְיָהוּ jaʾᵃzanjāhū                                    | „JHWH hat gehört“ | Ez 8,11           | Jerusalemer                                                                                           |
| Jaasiël       | יַעֲזִיאֵל jaʿᵃzîʾēl                                       | ungeklärt, vllt. „Gott ernährt“ oder „Gott führt zurück“, „Gott tröstet“ | 1 Chr 15,18       | Levit                                                                                                 |
| Jaasiël       | יַעֲשִׂיאֵל jaʿᵃśîʾēl                                       | „Gott hat gehandelt“ | 1 Chr 11,47       | Held Davids, aus Zoba                                                                                 |
| Jaasiël       | יַעֲשִׂיאֵל jaʿᵃśîʾēl                                       | „Gott hat gehandelt“ | 1 Chr 27,21       | Sohn Abners, aus dem Stamm Benjamin                                                                   |
| Jaasija       | יַעֲזִיָּהוּ jaʿᵃzijjāhū                                     | „Gott ernährt“ oder „Gott führt zurück“, „Gott tröstet“ | 1 Chr 24,26f      | Levit                                                                                                 |
| Jabal         | יָבָל jāḇāl                                              | unsicher, vllt. „Produkt/Ertrag“ oder „Kamelhirte“ | Gen 4,20          | Sohn Lamechs und Adas                                                                                 |
| Jabesch       | יָבֵישׁ jāḇēš und יָבֵשׁ jāḇēš                               | vllt. „[Ort mit] trockenem Boden“ | 2 Kön 15,10 u. ö. | vllt. Vater Schallums, mögl. Herkunftsname                                                            |
| Jabez         | יַעְבֵּץ jaʿbēṣ                                            | vllt. „Mulde“ | 1 Chr 4,9f        | Mann aus dem Stamm Juda, Eponym                                                                       |
| Jabin         | יָבִין jāḇîn                                             | unsicher, vllt. „Gott baut“ oder „der Einsichtige“ bzw. „[Gott] nimmt wahr“ | Jos 11,1 u. ö.    | König von Hazor                                                                                       |
| Jachdiel      | יַחְדִּיאֵל jaḥdîʾēl                                        | „Gott freut sich“ | 1 Chr 5,24        | von Ostmanasse                                                                                        |
| Jachdo        | יַחְדּוֹ jaḥdō                                             | „[Gott] freut sich“ | 1 Chr 5,14        | von Gad                                                                                               |
| Jachin        | יָכִין jāḵîn                                             | „[Gott/JHWH] hat aufgestellt“, „[Gott/JHWH] hat gefestigt“ | Gen 46,10 u. ö.   | Sohn Simeons                                                                                          |
| Jachin        | יָכִין jāḵîn                                             | „[Gott/JHWH] hat aufgestellt“, „[Gott/JHWH] hat gefestigt“ | 1 Chr 9,10 u. ö.  | Priester                                                                                              |
| Jachleel      | יָחְלְאֵל jāḵləʾēl                                         | „Gott hat besänftigt“ | Gen 46,14 u. ö.   | jüngster Sohn Sebulons                                                                                |
| Jachmai       | יַחְמַי jaḥmaj                                            | „[Gott] beschützt“, „[Gott] verteidigt“ | 1 Chr 7,2         | von Issachar                                                                                          |
| Jachzeel      | יַחְצְאֵל jaḥṣəʾēl und יַחֲצִיאֵל jaḥṣîʾēl                     | „Gott teilt“ oder „er steht in Gottes Gunst“ | Gen 46,24 u. ö.   | Erstgeborener Sohn Naftalis                                                                           |
| Jachseja      | יַחְזְיָה jaḥzəjâ                                          | „JHWH hat gesehen“ | Gen 46,24 u. ö.   | von Naftali                                                                                           |
| Jachsera      | יַחְזֵרָה jaḥzērâ                                          | vllt. „er ist auf der Hut“ oder „er errät“ | 1 Chr 9,12        | Priester                                                                                              |
| Jada          | יָדָע jādāʿ                                              | „[JHWH] hat erkannt“, „[JHWH] weiß“ | 1 Chr 2,28.32     | Jerachmeeliter                                                                                        |
| Jaddua        | יַדּוּעַ jaddūaʿ                                           | „[JHWH/Gott] hat erkannt“, „[JHWH/Gott] weiß“ | Neh 10,22         | Volksoberhaupt                                                                                        |
| Jaddua        | יַדּוּעַ jaddūaʿ                                           | „[JHWH/Gott] hat erkannt“, „[JHWH/Gott] weiß“ | Neh 12,11.22      | Hohepriester                                                                                          |
| Jadon         | יָדוֹן jādōn                                             | ungesichert | Neh 3,7           | Mann aus Meronot                                                                                      |
| Jaël          | יָעֵל jāʿēl                                              | „Steinbock“ | Ri 4,17 u. ö.     | Frau des Keniters Heber, erschlägt Sisera mit einem Zeltpflock                                        |
| Jafet         | יֶפֶת jæfæt                                              | unbekannt | Gen 5,32 u. ö.    | Sohn Noachs                                                                                           |
| Jafia         | יָפִיעַ jāp̄îaʿ                                            | unsicher, vllt. „Gott möge erstrahlen“ oder „hochgewachsen“ | Jos 10,3          | König von Lachisch                                                                                    |
| Jafia         | יָפִיעַ jāp̄îaʿ                                            | unsicher, vllt. „Gott möge erstrahlen“ oder „hochgewachsen“ | 2 Sam 5,15 u. ö.  | Sohn König Davids                                                                                     |
| Jahasiel      | יַחֲזִיאֵל jaḥᵃzîʾēl                                       | „Gott hat gesehen“ | 1 Chr 12,5        | Söldner Davids                                                                                        |
| Jahasiel      | יַחֲזִיאֵל jaḥᵃzîʾēl                                       | „Gott hat gesehen“ | 1 Chr 16,6        | Priester                                                                                              |
| Jahasiel      | יַחֲזִיאֵל jaḥᵃzîʾēl                                       | „Gott hat gesehen“ | 1 Chr 23,19 u. ö. | Levit                                                                                                 |
| Jahasiel      | יַחֲזִיאֵל jaḥᵃzîʾēl                                       | „Gott hat gesehen“ | 1 Chr 20,14       | Levit                                                                                                 |
| Jahasiel      | יַחֲזִיאֵל jaḥᵃzîʾēl                                       | „Gott hat gesehen“ | Esr 8,5           | Vater Schechanja                                                                                      |
| Jahat         | יַחַת jaḥat                                              | unsicher, vllt. „zerbröckeln“, „zerbrechen“ | 1 Chr 4,2         | Sohn Schobals, Vater Ahumais, aus dem Stamm Juda                                                      |
| Jahat         | יַחַת jaḥat                                              | unsicher, vllt. „zerbröckeln“, „zerbrechen“ | 1 Chr 6,5.28      | Levit                                                                                                 |
| Jahat         | יַחַת jaḥat                                              | unsicher, vllt. „zerbröckeln“, „zerbrechen“ | 1 Chr 23,10f      | Erstgeborener Sohn Schimis, Levit                                                                     |
| Jahat         | יַחַת jaḥat                                              | unsicher, vllt. „zerbröckeln“, „zerbrechen“ | 1 Chr 24,22       | Sohn Schelomits, Levit                                                                                |
| Jahat         | יַחַת jaḥat                                              | unsicher, vllt. „zerbröckeln“, „zerbrechen“ | 2 Chr 34,12       | Levit                                                                                                 |
| Jahdai        | יָהְדַי jåhdaj                                            | „[Gott] hat die Hand ausgestreckt“ | 1 Chr 2,46        | Nachkomme Kalebs                                                                                      |
| Jaïr          | יָעִיר jāʿîr                                             | unsicher, vllt. „[Gott] schützt“ oder „[Gott] erweckte [den Verstorbenen im Namensträger]“ | 1 Chr 2,22 u. ö.  | Sohn Segubs                                                                                           |
| Jaïr          | יָאִיר jāʾîr                                             | „[Gott] lässt leuchten“ oder „Angesicht Gottes“ oder „er strahlt“ | Num 32,41 u. ö.   | Sohn Manasses                                                                                         |
| Jaïr          | יָאִיר jāʾîr                                             | „[Gott] lässt leuchten“ oder „Angesicht Gottes“ oder „er strahlt“ | Ri 10,3 u. ö.     | Jair, Richter Israels                                                                                 |
| Jaïr          | יָאִיר jāʾîr                                             | „[Gott] lässt leuchten“ oder „Angesicht Gottes“ oder „er strahlt“ | Est 2,5           | Vater Mordechais                                                                                      |
| Jaïrus        | Ἰάϊρος Iáïros                                          | „[Gott] lässt leuchten“ oder „Angesicht Gottes“ oder „er strahlt“ | Mk 5,22           | Synagogenvorsteher                                                                                    |
| Jakan         | יַעְכָּן jaʿkān                                            | „[Gott] ist gebogen“, „[Gott] bringt zustande“ | 1 Chr 5,13        | von Gad                                                                                               |
| Jake          | יָקֶה jāqæ                                               | verm. „behüten“, „schützend“, i. S. v. „vorsichtig“ | Spr 30,1          | Vater Agurs                                                                                           |
| Jakim         | יָקִים jāqîm                                             | „[Gott/JHWH] erhebe“, „[Gott/JHWH] richte auf“ | 1 Chr 8,19        | Sohn Schimis, Benjaminiter                                                                            |
| Jakim         | יָקִים jāqîm                                             | „[Gott/JHWH] erhebe“, „[Gott/JHWH] richte auf“ | 1 Chr 24,12       | Priester                                                                                              |
| Jakob         | יַעֲקוֹב jaʿᵃqōḇ und יַעֲקֹב jaʿᵃqōḇ                         | „[Gott] beschützt“, „[Gott] bewacht“ | Gen 25,26 u. ö.   | Jakob, Sohn Isaaks, Vater der zwölf Stämme                                                            |
| Jakob         | Ἰακώβ Iakōb                                            | „[Gott] beschützt“, „[Gott] bewacht“ | Mt 1,15 u. ö.     | Sohn Mattans, Vater Josefs                                                                            |
| Jakobus       | Ἰάκωβος Iákōbos                                        | „[Gott] beschützt“, „[Gott] bewacht“ | Mt 4,21 u. ö.     | Jakobus, Jünger Jesu, Sohn des Zebedäus                                                               |
| Jakobus       | Ἰάκωβος Iákōbos                                        | „[Gott] beschützt“, „[Gott] bewacht“ | Mt 10,3 u. ö.     | Jakobus, Jünger Jesu, Sohn des Alphäus                                                                |
| Jakobus       | Ἰάκωβος Iákōbos                                        | „[Gott] beschützt“, „[Gott] bewacht“ | Mt 13,55 u. ö.    | Jakobus, Herrenbruder                                                                                 |
| Jakobus       | Ἰάκωβος Iákōbos                                        | „[Gott] beschützt“, „[Gott] bewacht“ | Mt 27,56 u. ö.    | Jakobus, Sohn Marias aus Magdala, „der Kleine“                                                        |
| Jakobus       | Ἰάκωβος Iákōbos                                        | „[Gott] beschützt“, „[Gott] bewacht“ | Lk 6,16 u. ö.     | Vater des Judas, eines Jüngers Jesu                                                                   |
| Jalam         | יַעְלָם jaʿlåm                                            | vllt. „Steinbock“ | Gen 36,5 u. ö.    | Sohn Esaus und Oholibamas                                                                             |
| Jalon         | יָלוֹן jālōn                                             | unsicher, vllt. „Reh“ | 1 Chr 4,17        | Sohn Esras                                                                                            |
| Jambres       | Ἰαμβρῆς Iamrēs                                         | unbekannt | 2 Tim 3,8         | ägyptischer Zauberer                                                                                  |
| Jamin         | יָמִין jāmîn                                             | „die rechte Seite“, „Ehrenplatz“, „Glück“ | Gen 46,10 u. ö.   | Sohn Simeons                                                                                          |
| Jamin         | יָמִין jāmîn                                             | „die rechte Seite“, „Ehrenplatz“, „Glück“ | 1 Chr 2,27        | Sohn Rams                                                                                             |
| Jamin         | יָמִין jāmîn                                             | „die rechte Seite“, „Ehrenplatz“, „Glück“ | Neh 8,7           | Levit                                                                                                 |
| Jamlech       | יַמְלֵךְ jamlēḵ                                            | „[Gott] setzt als König ein“ | 1 Chr 4,17        | Sohn Esras                                                                                            |
| Janai         | יַעְנַי jaʿnaj                                            | „[Gott] hat geantwortet“ oder „Strauß“ | 1 Chr 5,12        | von Gad                                                                                               |
| Jannai        | Ἰανναί Iannaí                                          | „[Gott] hat geantwortet“ oder „Strauß“ | Lk 3,24           | Vorfahr Jesu                                                                                          |
| Jannes        | Ἰάννης Iánnēs                                          | unbekannt | 2 Tim 3,8         | ägyptischer Zauberer                                                                                  |
| Jara          | יַעְרָה jaʿrâ                                             | „[JHWH] hat erkannt“, „[JHWH] weiß“ | 1 Chr 9,42        | Nachkomme Sauls                                                                                       |
| Jarha         | יַרְחָע jārḥāʿ                                            | unbekannt | 1 Chr 2,34f       | ägyptischer Sklave                                                                                    |
| Jarib         | יָרִיב jārîḇ                                             | „[Gott/der Herr] führt einen Rechtsstreit“ | 1 Chr 4,24        | Sohn Simeons                                                                                          |
| Jarib         | יָרִיב jārîḇ                                             | „[Gott/der Herr] führt einen Rechtsstreit“ | Esr 8,16          | Gesandter                                                                                             |
| Jarib         | יָרִיב jārîḇ                                             | „[Gott/der Herr] führt einen Rechtsstreit“ | Esr 10,18         | Priester, in Mischehe lebend                                                                          |
| Jaroach       | יָרוֹחַ jārōaḥ                                            | unsicher, vllt. „weich“ oder „weit sein“ | 1 Chr 5,14        | von Gad                                                                                               |
| Jaschen       | יָשֵׁן jāšēn                                              | „schläfrig“ | 2 Sam 23,32       | Held Davids, aus Nun                                                                                  |
| Jaschobam     | יָשָׁבְעָם jāšåḇəʿām                                        | „der Onkel ist zurückgekehrt“ | 1 Chr 12,7        | Helfer Davids                                                                                         |
| Jaschobam     | יָשָׁבְעָם jāšåḇəʿām                                        | „der Onkel ist zurückgekehrt“ | 1 Chr 11,11 u. ö. | Offizier Davids                                                                                       |
| Jaschub       | יָשׁוּב jāšūḇ                                             | „[der Verstorbene] ist zurückgekehrt“ oder „[Gott] möge sich zuwenden“, „[Gott] wandte sich zu“                                                                                                | Gen 46,13         | Sohn Issachars                                                                                        |
| Jaschub       | יָשׁוּב jāšūḇ                                             | „[der Verstorbene] ist zurückgekehrt“ oder „[Gott] möge sich zuwenden“, „[Gott] wandte sich zu“                                                                                                | Num 26,24 u. ö.   | von Issachar                                                                                          |
| Jaschub       | יָשׁוּב jāšūḇ                                             | „[der Verstorbene] ist zurückgekehrt“ oder „[Gott] möge sich zuwenden“, „[Gott] wandte sich zu“                                                                                                | Esr 10,29         | Priester, Nachkomme Banis, in Mischehe lebend                                                         |
| Jasis         | יָזִיז jāzîz                                             | unklar, vllt. „aufhetzen“ | 1 Chr 27,31       | Beamter Davids                                                                                        |
| Jason         | Ἰάσων Iásōn                                            | verm. „Heilender“ | 1 Makk 8,17 u. ö. | Jason, Sohn Eleasars                                                                                  |
| Jason         | Ἰάσων Iásōn                                            | verm. „Heilender“ | Apg 17,5 u. ö.    | Jason, Früher Christ in Thessaloniki                                                                  |
| Jatniel       | יַתְנִיאֵל jatnîʾēl                                        | unklar, vllt. „gegeben hat Gott“ | 1 Chr 26,2        | Torwächter                                                                                            |
| Jawan         | יָוָן jāwān                                              | „Ionien“, „Ionier“ | Gen 10,2 u. ö.    | Sohn Jafets, Enkel Noachs                                                                             |
| Jeatrai       | יְאָתְרַי jəʾāṯraj                                         | „Rest“, „Überschuss“ oder „[Gott] hat übriggelassen“ | 1 Chr 6,6         | Levit                                                                                                 |
| Jeberechja    | יְבֶרֶכְיָהוּ jəḇæræḵjāhū                                    | „JHWH segnet“, „JHWH möge segnen“ | Jes 8,2           | Vater des Priesters Secharja                                                                          |
| Jecholja      | יְכָלְיָהוּ jəḵåljāhū und יְכָלְיָה jəḵåljâ                     | „JHWH hat sich als mächtig erwiesen“ | 2 Kön 15,2 u. ö.  | Mutter von König Usija                                                                                |
| Jechdeja      | יֶחְדְּיָהוּ jəḥdəjāhū                                       | „JHWH freut sich“ | 1 Chr 24,20       | Levit                                                                                                 |
| Jechdeja      | יֶחְדְּיָהוּ jəḥdəjāhū                                       | „JHWH freut sich“ | 1 Chr 27,30       | Aufseher über Davids Eselinnen                                                                        |
| Jechonja      | יְכָנְיָהוּ jəḵånjāhū und יְכָנְיָה jəḵånjâ und יְכָונְיָה jəḵånjâ  | „JHWH hat gefestigt“ oder „JHWH hat bereitet“ | 1 Chr 3,16 u. ö.  | anderer Name von König Jojachin                                                                       |
| Jedaja        | יְדָיָה jədājâ                                            | vllt. „gelobt hat JHWH“ oder „eine Wohtat erwiesen hat JHWH“ | 1 Chr 4,37        | von Simeon                                                                                            |
| Jedaja        | יְדָיָה jədājâ                                            | vllt. „gelobt hat JHWH“ oder „eine Wohtat erwiesen hat JHWH“ | Neh 3,10          | Arbeiter an der Stadtmauer unter Nehemia                                                              |
| Jedaja        | יְדַעְיָה jədaʿjâ                                          | „erkannt hat JHWH“, „gekümmert hat sich JHWH“ | 1 Chr 9,10        | Priester                                                                                              |
| Jedaja        | יְדַעְיָה jədaʿjâ                                          | „erkannt hat JHWH“, „gekümmert hat sich JHWH“ | Sach 6,10.14      | Heimkehrer aus dem Exil                                                                               |
| Jediael       | יְדִיעֲאֵל jədîʿᵃʾēl                                       | „der Bekannte Gottes“ | 1 Chr 7,6 u. ö.   | von Benjamin                                                                                          |
| Jediael       | יְדִיעֲאֵל jədîʿᵃʾēl                                       | „der Bekannte Gottes“ | 1 Chr 11,45 u. ö. | Söldner Davids                                                                                        |
| Jediael       | יְדִיעֲאֵל jədîʿᵃʾēl                                       | „der Bekannte Gottes“ | 1 Chr 26,2        | Korachit                                                                                              |
| Jedida        | יְדִידָה jədîdâ                                           | „Geliebte“ | 2 Kön 22,1        | Mutter von König Joschija                                                                             |
| Jedidja       | יְדִידְיָהּ jədîdjāh                                        | „Geliebter JHWHs“, „Freund JHWHs“ | 2 Sam 12,25       | Beiname Salomos                                                                                       |
| Jedo          | יֶעְדּוֹ jæʿddō                                            | „[Gott] schmückt“ | 2 Sam 12,25       | Beiname Salomos                                                                                       |
| Jedutun       | יְדוּתוּן jədūṯūn, יְדֻתוּן jəduṯūn und יְדִיתוּן jədîṯūn       | verm. „loben, preisen“, „bekennen“ | 1 Chr 9,16 u. ö.  | Levit, Gesangsmeister                                                                                 |
| Jefunne       | יְפֻנֶּה jəfunnæ                                           | „[Gott] wurde gewendet“, „[Gott] wurde versöhnt“ oder „[Gott] wandte sich zu“, „[Gott] wende sich zu“                                                                                          | Num 13,6 u. ö.    | Vater Kalebs                                                                                          |
| Jefunne       | יְפֻנֶּה jəfunnæ                                           | „[Gott] wurde gewendet“, „[Gott] wurde versöhnt“ oder „[Gott] wandte sich zu“, „[Gott] wende sich zu“                                                                                          | 1 Chr 7,38        | Sohn Jitrans, aus dem Stamm Ascher                                                                    |
| Jehallelel    | יְהַלֶּלְאֵל jəhallæləʾēl                                    | „Gott möge strahlen“, „Gott möge strahlen lassen“ oder „Gott strahlte“, „Gott ließ strahlen“                                                                                                   | 1 Chr 4,16        | von Juda                                                                                              |
| Jehallelel    | יְהַלֶּלְאֵל jəhallæləʾēl                                    | „Gott möge strahlen“, „Gott möge strahlen lassen“ oder „Gott strahlte“, „Gott ließ strahlen“                                                                                                   | 2 Chr 29,12       | Levit                                                                                                 |
| Jeheskel      | יְחֶזְקֵאל jəḥæzqēʾl                                       | „Gott stärkt“ | 1 Chr 24,16       | Priester                                                                                              |
| Jehiël        | יְחִיאֵל jəḥîʾēl                                          | „Gott möge leben“ oder „[das Kind] möge leben, oh Gott!“ | 1 Chr 15,18 u. ö. | Levit                                                                                                 |
| Jehiël        | יְחִיאֵל jəḥîʾēl                                          | „Gott möge leben“ oder „[das Kind] möge leben, oh Gott!“ | 1 Chr 23,8 u. ö.  | Levit                                                                                                 |
| Jehiël        | יְחִיאֵל jəḥîʾēl                                          | „Gott möge leben“ oder „[das Kind] möge leben, oh Gott!“ | 1 Chr 27,32       | Beamter Davids                                                                                        |
| Jehiël        | יְחִיאֵל jəḥîʾēl                                          | „Gott möge leben“ oder „[das Kind] möge leben, oh Gott!“ | 2 Chr 21,2        | Sohn Joschafats                                                                                       |
| Jehiël        | יְחִיאֵל jəḥîʾēl                                          | „Gott möge leben“ oder „[das Kind] möge leben, oh Gott!“ | 2 Chr 29,14       | Levit, Nachkomme Hemans                                                                               |
| Jehiël        | יְחִיאֵל jəḥîʾēl                                          | „Gott möge leben“ oder „[das Kind] möge leben, oh Gott!“ | 2 Chr 31,13       | Levit, Tempelfürst                                                                                    |
| Jehiël        | יְחִיאֵל jəḥîʾēl                                          | „Gott möge leben“ oder „[das Kind] möge leben, oh Gott!“ | 2 Chr 35,8        | Levit, Vorsteher                                                                                      |
| Jehiël        | יְחִיאֵל jəḥîʾēl                                          | „Gott möge leben“ oder „[das Kind] möge leben, oh Gott!“ | Esr 8,9           | Levit, Vater Obadjas                                                                                  |
| Jehiël        | יְחִיאֵל jəḥîʾēl                                          | „Gott möge leben“ oder „[das Kind] möge leben, oh Gott!“ | Esr 10,2          | Levit, Vater Schechenjas                                                                              |
| Jehiël        | יְחִיאֵל jəḥîʾēl                                          | „Gott möge leben“ oder „[das Kind] möge leben, oh Gott!“ | Esr 10,21         | Priester, Nachkomme Harims, in Mischehe lebend                                                        |
| Jehiël        | יְחִיאֵל jəḥîʾēl                                          | „Gott möge leben“ oder „[das Kind] möge leben, oh Gott!“ | Esr 10,26         | Priester, Nachkomme Elams, in Mischehe lebend                                                         |
| Jehija        | יְחִיָּה jəḥijjâ                                           | „JHWH möge leben“ oder „[das Kind] möge leben, oh JHWH!“ | 1 Chr 15,24       | Levit                                                                                                 |
| Jehiskija     | יְחִזְקִיָּהוּ jəḥizqijjāhū                                   | „Meine Stärke ist JHWH“ oder „JHWH hat mich stark gemacht“ | 2 Chr 28,12       | Sohn Schallums, Efraimiter                                                                            |
| Jehoschua     | יְהוֹשֻׁעַ jəhōšuaʿ                                         | „JHWH Hilfe“, „JHWH ist Rettung“ | Hag 1,1 u. ö.     | Hoherpriester                                                                                         |
| Jehu          | יֵהוּא jēhūʾ                                             | „JHWH ist es“ | 1 Kön 16,1 u. ö.  | Jehu, Prophet, Sohn Hananis                                                                           |
| Jehu          | יֵהוּא jēhūʾ                                             | „JHWH ist es“ | 1 Kön 19,16 u. ö. | Jehu, König von Israel                                                                                |
| Jehu          | יֵהוּא jēhūʾ                                             | „JHWH ist es“ | 1 Chr 2,38        | Sohn Obeds, Vater Asarjas                                                                             |
| Jehu          | יֵהוּא jēhūʾ                                             | „JHWH ist es“ | 1 Chr 12,3        | aus Anatot                                                                                            |
| Jehudi        | יְהוּדִי jəhūdî                                           | „Judäer“, „Jude“ | Jer 36,14 u. ö.   | Sohn Netanjas                                                                                         |
| Jeiel         | יְעִיאֵל jəʿîʾēl                                          | unsicher, vllt. „Gott beseitigt“ | 1 Chr 15,18 u. ö. | Levit                                                                                                 |
| Jeiel         | יְעִיאֵל jəʿîʾēl                                          | unsicher, vllt. „Gott beseitigt“ | 1 Chr 15,18 u. ö. | verschiedene Personen                                                                                 |
| Jekamam       | יְקְמְעָם jəqamʿām                                         | „das Volk erhebt sich“ oder „der männliche Verwandte erhebt sich“ | 1 Chr 23,19 u. ö. | Levit                                                                                                 |
| Jekamja       | יְקַמְיָה jəqamjâ                                          | „JHWH erhebt sich“, „JHWH lässt aufstehen“ | 1 Chr 2,41        | Jerachmeeliter                                                                                        |
| Jekamja       | יְקַמְיָה jəqamjâ                                          | „JHWH erhebt sich“, „JHWH lässt aufstehen“ | 1 Chr 3,18        | Nachkomme Davids                                                                                      |
| Jekutiel      | יְקוּתִיאֵל jəqūṯîʾēl                                      | „Gott ernährt“, „Gott erhält“ oder „Gott behütet“, „Gott beschützt“ | 1 Chr 4,18        | von Juda                                                                                              |
| Jemima        | יְמִימָה jəmîmâ                                           | „Taube“ | Hi 42,14          | älteste Tochter Ijobs nach der Versuchung durch den Satan                                             |
| Jemuël        | יְמוּאֵל jəmūʾēl und נְמוּאֵל jəmūʾēl                        | „Yammu ist Gott“ | Gen 46,10 u. ö.   | Sohn Simeons, Stammvater der Jemuëliter                                                               |
| Jerach        | יֶרַח jæraḥ                                              | „Mond“ | Gen 10,26         | Sohn Joktans                                                                                          |
| Jerachmeel    | יְרַחְמְאֵל jəraḥməʾēl                                      | „Gott möge sich erbarmen“, „Gott erbarmt sich“ | 1 Chr 2,9 u. ö.   | Sohn Hezrons, Vater Rams, Bunas, Orens, Ozems, Ahijas und Onams                                       |
| Jerachmeel    | יְרַחְמְאֵל jəraḥməʾēl                                      | „Gott möge sich erbarmen“, „Gott erbarmt sich“ | 1 Chr 24,29       | Sohn Kischs                                                                                           |
| Jerachmeël    | יְרַחְמְאֵל jəraḥməʾēl                                      | „Gott möge sich erbarmen“, „Gott erbarmt sich“ | Jer 36,26         | Prinz, Sohn von König Jojakim                                                                         |
| Jered         | יֶרֶד jæræd                                              | „Rose“, „Blüte“ oder „Sklave“ oder „Sklave [Gottes]“ | Gen 5,15 u. ö.    | Sohn Mahalalels, Vater Henochs                                                                        |
| Jered         | יֶרֶד jæræd                                              | „Rose“, „Blüte“ oder „Sklave“ oder „Sklave [Gottes]“ | 1 Chr 4,18        | Sohn Esras, Vater Gedors                                                                              |
| Jeremai       | יְרֵמַי jərēmaj                                           | vllt. „geschwollen“, „dick“ oder „JHWH möge erheben“ | Esr 10,33         | Priester                                                                                              |
| Jeremia       | יִרְמְיָהוּ jirməjāhū und יִרְמְיָה jirməjâ                     | „JHWH möge erheben“ | 2 Chr 35,25 u. ö. | Prophet                                                                                               |
| Jeribai       | יְרִיבַי jərîḇaj                                          | „[Gott/der Herr] führt einen Rechtsstreit“ | 1 Chr 11,46       | Söldner Davids                                                                                        |
| Jeriel        | יְרִיאֵל jərîʾēl                                          | unsicher, vllt. „Gründung Els“ oder „Gott sieht“ | 1 Chr 7,2         | von Issachar                                                                                          |
| Jerija        | יְרִיָּהוּ jərijjāhū und יְרִיָּה jərijjâ                       | unsicher, vllt. „Gründung JHWHs“ oder „JHWH sieht“ | 1 Chr 23,19 u. ö. | Levit                                                                                                 |
| Jerimot       | יְרִימוֹת jərîmōṯ und יְרֵמוֹת jərēmōṯ                       | unsicher, vllt. „Gründung des Mot“ oder „Dicker“ | 1 Chr 7,7         | Sohn Belas                                                                                            |
| Jerimot       | יְרִימוֹת jərîmōṯ und יְרֵמוֹת jərēmōṯ                       | unsicher, vllt. „Gründung des Mot“ oder „Dicker“ | 1 Chr 7,8         | Sohn Bechers                                                                                          |
| Jerimot       | יְרִימוֹת jərîmōṯ und יְרֵמוֹת jərēmōṯ                       | unsicher, vllt. „Gründung des Mot“ oder „Dicker“ | 1 Chr 8,14        | von Benjamin                                                                                          |
| Jerimot       | יְרִימוֹת jərîmōṯ und יְרֵמוֹת jərēmōṯ                       | unsicher, vllt. „Gründung des Mot“ oder „Dicker“ | 1 Chr 12,6        | Anhänger Davids                                                                                       |
| Jerimot       | יְרִימוֹת jərîmōṯ und יְרֵמוֹת jərēmōṯ                       | unsicher, vllt. „Gründung des Mot“ oder „Dicker“ | 1 Chr 23,23 u. ö. | Sohn Muschis                                                                                          |
| Jerimot       | יְרִימוֹת jərîmōṯ und יְרֵמוֹת jərēmōṯ                       | unsicher, vllt. „Gründung des Mot“ oder „Dicker“ | 1 Chr 25,4 u. ö.  | Sohn Hemans                                                                                           |
| Jerimot       | יְרִימוֹת jərîmōṯ und יְרֵמוֹת jərēmōṯ                       | unsicher, vllt. „Gründung des Mot“ oder „Dicker“ | 1 Chr 27,19       | Sohn Asriëls                                                                                          |
| Jerimot       | יְרִימוֹת jərîmōṯ und יְרֵמוֹת jərēmōṯ                       | unsicher, vllt. „Gründung des Mot“ oder „Dicker“ | 2 Chr 11,18 u. ö. | Sohn Davids und Abihajils                                                                             |
| Jerimot       | יְרִימוֹת jərîmōṯ und יְרֵמוֹת jərēmōṯ                       | unsicher, vllt. „Gründung des Mot“ oder „Dicker“ | 2 Chr 31,13       | Fürst                                                                                                 |
| Jerimot       | יְרִימוֹת jərîmōṯ und יְרֵמוֹת jərēmōṯ                       | unsicher, vllt. „Gründung des Mot“ oder „Dicker“ | Esr 10,26         | Priester                                                                                              |
| Jerimot       | יְרִימוֹת jərîmōṯ und יְרֵמוֹת jərēmōṯ                       | unsicher, vllt. „Gründung des Mot“ oder „Dicker“ | Esr 10,27         | Priester                                                                                              |
| Jerimot       | יְרִימוֹת jərîmōṯ und יְרֵמוֹת jərēmōṯ                       | unsicher, vllt. „Gründung des Mot“ oder „Dicker“ | Esr 10,29         | Priester                                                                                              |
| Jeriot        | יְרִיעוֹת jərîʿōṯ                                         | verm. „ängstlich“ | 2 Kön 15,33       | Tochter Zadoks, Mutter Jotams                                                                         |
| Jerobeam      | יָרָבְעָם jāråḇʿām                                         | „der männliche Verwandte ist groß“, „der männliche Verwandte möge groß sein“ oder „der männliche Verwandte führt einen Rechtsstreit“, „der männliche Verwandte möge einen Rechtsstreit führen“ | 1 Kön 11,26 u. ö. | Jerobeam I., erster König von Israel                                                                  |
| Jerobeam      | יָרָבְעָם jāråḇʿām                                         | „der männliche Verwandte ist groß“, „der männliche Verwandte möge groß sein“ oder „der männliche Verwandte führt einen Rechtsstreit“, „der männliche Verwandte möge einen Rechtsstreit führen“ | 2 Kön 14,23 u. ö. | Jerobeam II., König von Israel                                                                        |
| Jeroham       | יְרֹחָם jərōḥām                                           | unklar, vllt. „weich“ oder „er fand Erbarmen“, „er finde Erbarmen“ | 1 Sam 1,1         | Sohn Elihus, Vater Elkanas                                                                            |
| Jeroham       | יְרֹחָם jərōḥām                                           | unklar, vllt. „weich“ oder „er fand Erbarmen“, „er finde Erbarmen“ | 1 Chr 6,12.19     | Sohn Eliabs                                                                                           |
| Jeroham       | יְרֹחָם jərōḥām                                           | unklar, vllt. „weich“ oder „er fand Erbarmen“, „er finde Erbarmen“ | 1 Chr 8,27        | Vater von Jaareschja, Elija und Sichri                                                                |
| Jeroham       | יְרֹחָם jərōḥām                                           | unklar, vllt. „weich“ oder „er fand Erbarmen“, „er finde Erbarmen“ | 1 Chr 9,8.12      | Vater Jibnejas und Adajas                                                                             |
| Jeroham       | יְרֹחָם jərōḥām                                           | unklar, vllt. „weich“ oder „er fand Erbarmen“, „er finde Erbarmen“ | 1 Chr 12,8        | Vater Joëlas und Sebadjas                                                                             |
| Jeroham       | יְרֹחָם jərōḥām                                           | unklar, vllt. „weich“ oder „er fand Erbarmen“, „er finde Erbarmen“ | 1 Chr 27,22       | Vater Asarels                                                                                         |
| Jeroham       | יְרֹחָם jərōḥām                                           | unklar, vllt. „weich“ oder „er fand Erbarmen“, „er finde Erbarmen“ | 2 Chr 23,1        | Vater Asarjas                                                                                         |
| Jeroham       | יְרֹחָם jərōḥām                                           | unklar, vllt. „weich“ oder „er fand Erbarmen“, „er finde Erbarmen“ | Neh 11,12         | Sohn Pelaljas, Vater Adajas                                                                           |
| Jerubbaal     | יְרֻבַּעַל jərubbaʿal und יְרֻבֶּשֶׁת jərubbæšæṯ                  | umstritten, „Baal möge sich groß erzeigen“, „Baal war groß“ oder „Baal führte die Rechtssache [für das Kind/die Eltern]“, „Baal möge eintreten“                                                | Ri 6,32 u. ö.     | Beiname Gideons                                                                                       |
| Jeruscha      | יְרוּשָׂה jərūšâ und יְרוּשָׁא jərūšāʾ                         | „die Angenommene“ | 2 Kön 15,33 u. ö. | Tochter Zadoks, Mutter Jotams                                                                         |
| Jesaja        | יְשַׁעְיָהוּ jəšaʿjāhū und יְשַׁעְיָה jəšaʿjâ                     | „gerettet hat JHWH“, „geholfen hat JHWH“, „befreit hat JHWH“ | 2 Kön 19,2 u. ö.  | Prophet                                                                                               |
| Jeschaja      | יְשַׁעְיָהוּ jəšaʿjāhū                                       | „gerettet hat JHWH“, „geholfen hat JHWH“, „befreit hat JHWH“ | 1 Chr 3,21        | Nachkomme Jerubbabels                                                                                 |
| Jeschaja      | יְשַׁעְיָהוּ jəšaʿjāhū                                       | „gerettet hat JHWH“, „geholfen hat JHWH“, „befreit hat JHWH“ | Esr 8,7           | Nachkomme Elams                                                                                       |
| Jeschaja      | יְשַׁעְיָהוּ jəšaʿjāhū                                       | „gerettet hat JHWH“, „geholfen hat JHWH“, „befreit hat JHWH“ | Esr 8,19          | Diener für die Leviten                                                                                |
| Jeschaja      | יְשַׁעְיָהוּ jəšaʿjāhū                                       | „gerettet hat JHWH“, „geholfen hat JHWH“, „befreit hat JHWH“ | Neh 11,7          | Benjaminit, Vater Itiëls                                                                              |
| Jeschaja      | יְשַׁעְיָהוּ jəšaʿjāhū                                       | „gerettet hat JHWH“, „geholfen hat JHWH“, „befreit hat JHWH“ | 1 Chr 25,3.15     | Tempelsänger                                                                                          |
| Jeschaja      | יְשַׁעְיָהוּ jəšaʿjāhū                                       | „gerettet hat JHWH“, „geholfen hat JHWH“, „befreit hat JHWH“ | 1 Chr 26,25       | Levit                                                                                                 |
| Jeschebab     | יֶשֶׁבְאָב jæšæḇāʾāḇ                                        | unsicher, vllt. „[Gott] brachte den Vater zurück“ | 1 Chr 24,13       | Priester                                                                                              |
| Jescher       | יֵשֶׁר jēšær                                              | „[Gott] ist gerade“, „[Gott] ist recht“ | 1 Chr 2,18        | Sohn Kalebs und Keriots                                                                               |
| Jeschohaja    | יְשׁוֹחָיָה jəšōḥājâ                                        | unbekannt | 1 Chr 4,36        | von Simeon                                                                                            |
| Jeschua       | יֵשׂוּעַ jēšūaʿ                                            | „JHWH Hilfe“, „JHWH ist Rettung“ | 1 Chr 24,11       | Priester                                                                                              |
| Jeschua       | יֵשׂוּעַ jēšūaʿ                                            | „JHWH Hilfe“, „JHWH ist Rettung“ | 2 Chr 31,15       | Levit                                                                                                 |
| Jeschua       | יֵשׂוּעַ jēšūaʿ                                            | „JHWH Hilfe“, „JHWH ist Rettung“ | Esr 2,2 u. ö.     | Hohepriester                                                                                          |
| Jeschua       | יֵשׂוּעַ jēšūaʿ                                            | „JHWH Hilfe“, „JHWH ist Rettung“ | Esr 3,9 u. ö.     | Levit                                                                                                 |
| Jeschua       | יֵשׂוּעַ jēšūaʿ                                            | „JHWH Hilfe“, „JHWH ist Rettung“ | Esr 2,6 u. ö.     | Oberhaupt einer Heimkehrersippe                                                                       |
| Jeschua       | יֵשׂוּעַ jēšūaʿ                                            | „JHWH Hilfe“, „JHWH ist Rettung“ | Esr 2,36          | Oberhaupt einer Priesterfamilie                                                                       |
| Jeschua       | יֵשׂוּעַ jēšūaʿ                                            | „JHWH Hilfe“, „JHWH ist Rettung“ | Esr 8,33          | Vater des Leviten Josabad                                                                             |
| Jeschua       | יֵשׂוּעַ jēšūaʿ                                            | „JHWH Hilfe“, „JHWH ist Rettung“ | Neh 3,19          | Vater des Eser                                                                                        |
| Jesiël        | יְזִיאֵל jəzîʾēl                                          | unbekannt | 2 Chr 12,3        | Helfer Davids                                                                                         |
| Jesimiël      | יְשִׂימִאֵל jəśîmiʾēl                                       | „gestellt hat Gott“, „gesetzt hat Gott“ | 1 Chr 4,36        | von Simeon                                                                                            |
| Jesreel       | יִזְרְעֶאל jizrəʿæʾl                                       | „Gott sät“, „Gott säte“, „Gott machte fruchtbar“ | 1 Chr 4,3         | Mann aus dem Stamm Juda                                                                               |
| Jesreel       | יִזְרְעֶאל jizrəʿæʾl                                       | „Gott sät“, „Gott säte“, „Gott machte fruchtbar“ | Hos 1,4           | Sohn Hoseas                                                                                           |
| Jesus         | Ἰησοῦς Iēsûs                                           | „JHWH Hilfe“, „JHWH ist Rettung“ | Mt 1,1 u. ö.      | Jesus Christus                                                                                        |
| Jesus         | Ἰησοῦς Iēsûs                                           | „JHWH Hilfe“, „JHWH ist Rettung“ | Mt 27,16f         | Vorname des Barabbas                                                                                  |
| Jesus         | Ἰησοῦς Iēsûs                                           | „JHWH Hilfe“, „JHWH ist Rettung“ | Kol 4,11          | Grüßender im Kolosserbrief, genannt Justus                                                            |
| Jesus         | Ἰησοῦς Iēsûs                                           | „JHWH Hilfe“, „JHWH ist Rettung“ | vor Sir 1,1 u. ö. | Verfasser des Buches Jesus Sirach                                                                     |
| Jeter         | יֶתֶר jæṯær                                              | „Überschuss“, „Vorrang“ oder „[Gott] lässt übrig“, „[Gott] gibt Überschuss“ | Ri 8,20           | Sohn Gideons                                                                                          |
| Jeter         | יֶתֶר jæṯær                                              | „Überschuss“, „Vorrang“ oder „[Gott] lässt übrig“, „[Gott] gibt Überschuss“ | 1 Kön 2,5.32      | Vater des Amasa                                                                                       |
| Jeter         | יֶתֶר jæṯær                                              | „Überschuss“, „Vorrang“ oder „[Gott] lässt übrig“, „[Gott] gibt Überschuss“ | 1 Chr 2,32        | Sohn Jadas                                                                                            |
| Jeter         | יֶתֶר jæṯær                                              | „Überschuss“, „Vorrang“ oder „[Gott] lässt übrig“, „[Gott] gibt Überschuss“ | 1 Chr 4,17        | Sohn Esras                                                                                            |
| Jeter         | יֶתֶר jæṯær                                              | „Überschuss“, „Vorrang“ oder „[Gott] lässt übrig“, „[Gott] gibt Überschuss“ | 1 Chr 7,38        | von Asser                                                                                             |
| Jetet         | יְתֵת jəṯēṯ                                              | „Verstärker“, „Nagel“ | Gen 36,40 u. ö.   | Häuptling, Nachkomme Esaus                                                                            |
| Jetur         | יְטוּר jəṭūr                                             | „Verteidigung“ | Gen 25,15 u. ö.   | Sohn Ismaels, Enkel Abrahams                                                                          |
| Jëuël         | יְעוּאֵל jəʿūʾēl                                          | unklar, vllt. „Gott hat beseitigt“ | 1 Chr 9,6         | Nachkomme Serachs                                                                                     |
| Jëuz          | יְעוּץ jəʿūṣ                                             | unbekannt | 1 Chr 8,10        | von Benjamin                                                                                          |
| Jëusch        | יְעוּשׁ jəʿūš                                             | „Gotthilf“ | Gen 36,5 u. ö.    | Sohn Esaus und Oholibamas                                                                             |
| Jëusch        | יְעוּשׁ jəʿūš                                             | „Gotthilf“ | 1 Chr 7,10 u. ö.  | Sohn Bilhans                                                                                          |
| Jëusch        | יְעוּשׁ jəʿūš                                             | „Gotthilf“ | 1 Chr 23,10f      | Levit                                                                                                 |
| Jëusch        | יְעוּשׁ jəʿūš                                             | „Gotthilf“ | 2 Chr 11,19       | Sohn Rehabeams und Mahalots                                                                           |
| Jezer         | יֵצֶר jēṣær                                              | „[Gott] hat geschaffen“, „[Gott] hat gestaltet“ oder „Gebilde“, „Produkt“ | Gen 46,24 u. ö.   | drittältester Sohn Naftalis                                                                           |
| Jibhar        | יִבְחָר jiḇḥār                                            | „[Gott] wählt aus“ oder „Auslese“ | 2 Sam 5,15 u. ö.  | Sohn Davids, in Jerusalem geboren                                                                     |
| Jibneja       | יִבְנְיָה jiḇnəjâ                                          | „gebaut hat JHWH“ | 1 Chr 9,8         | Benjaminit                                                                                            |
| Jibnija       | יִבְנִיָּה jiḇnijjâ                                         | „gebaut hat JHWH“ | 1 Chr 9,8         | Benjaminit                                                                                            |
| Jibsam        | יִבְשָׂם jiḇśām                                            | „duftend“ oder „Wohlgeruch“ | 1 Chr 7,2         | von Issachar                                                                                          |
| Jidbasch      | יִדְבָּשׁ jidbāš                                            | „süßer Honig“ | 1 Chr 4,3         | von Juda                                                                                              |
| Jiddo         | יִדּוֹ jiddō                                              | unsicher, „[Gott] kennt“, „[Gott] kümmert sich“ oder „loben“ oder „Liebling“, „Freund“ | 1 Chr 27,21       | Manassit                                                                                              |
| Jiddo         | יִדּוֹ jiddō                                              | unsicher, „[Gott] kennt“, „[Gott] kümmert sich“ oder „loben“ oder „Liebling“, „Freund“ | Esr 10,43         | Judäer                                                                                                |
| Jidlaf        | יִדְלָף jidlāp̄                                            | „er weint“ | Gen 22,22         | Sohn Nahors und Milkas                                                                                |
| Jifdeja       | יִפְדְיָה jip̄dəjâ                                          | „losgekauft hat JHWH“ | 1 Chr 8,25        | von Benjamin                                                                                          |
| Jiftach       | יִפְתָּח jip̄tāḥ                                            | „[Gott] öffnete“, „[Gott] möge öffnen“ | Ri 11,1 u. ö.     | Richter, Gileaditer                                                                                   |
| Jigal         | יִגְאָל jigʾāl                                            | „[Gott] möge erlösen“, „[Gott] erlöst“ | Num 13,7          | Kundschafter, Issacharit, Sohn Josefs                                                                 |
| Jigal         | יִגְאָל jigʾāl                                            | „[Gott] möge erlösen“, „[Gott] erlöst“ | 2 Sam 23,36       | Sohn Natans, Held König Davids                                                                        |
| Jigal         | יִגְאָל jigʾāl                                            | „[Gott] möge erlösen“, „[Gott] erlöst“ | 1 Chr 3,22        | Sohn Schechanjas                                                                                      |
| Jigdalja      | יִגְדַּלְיָהוּ jigdaljāhū                                     | „groß ist JHWH“, „als groß erweist sich JHWH“, „als groß erweisen möge sich JHWH“ | 1 Kön 22,8        | Vater Michas                                                                                          |
| Jimla         | יִמְלָה jimlâ und יִמְלָא jimlāʾ                             | unsicher, vllt. „[Gott] ist König“ oder „[Gott] rettet“ oder „[Gott] füllt“ oder „Fülle“ | 1 Kön 22,8 u. ö.  | Vater Michas                                                                                          |
| Jimna         | יִמְנָה jimnâ                                             | unsicher, vllt. „rechte Seite“, „Ehrenplatz“ oder „Glück“ | Gen 46,17 u. ö.   | ältester Sohn Aschers                                                                                 |
| Jimna         | יִמְנָה jimnâ                                             | unsicher, vllt. „rechte Seite“, „Ehrenplatz“ oder „Glück“ | 2 Chr 31,14       | Levit                                                                                                 |
| Jimna         | יִמְנָע jimnāʿ                                            | „[Gott] hat zurückgehalten“ | 1 Chr 7,35        | von Asser                                                                                             |
| Jimra         | יִמְרָה jimrâ                                             | vllt. „fett sein“ | 1 Chr 7,36        | von Asser                                                                                             |
| Jirija        | יִרְאִיָּיה jirijjājh                                       | „JHWH sieht“, „JHWH möge sehen“ | Jer 37,13f        | Wächter am Benjamintor                                                                                |
| Jirmeja       | יִרְמְיָהוּ jirməjāhū                                       | „JHWH möge erheben“ | 2 Kön 23,31 u. ö. | Großvater der Könige Joahas und Zedekia                                                               |
| Jirmeja       | יִרְמְיָהוּ jirməjāhū                                       | „JHWH möge erheben“ | 1 Chr 12,14       | Söldner Davids                                                                                        |
| Jirmeja       | יִרְמְיָהוּ jirməjāhū                                       | „JHWH möge erheben“ | Jer 35,3          | Rechabiter                                                                                            |
| Jirmeja       | יִרְמְיָה jirməjâ                                          | „JHWH möge erheben“ | Neh 10,3 u. ö.    | verschiedene Personen                                                                                 |
| Jischbaal     | יֹשֵׁב בַּשֶּׁבֶת jōšēḇ baššæḇæṯ                                | vllt. „der am Sabbath stille saß“ | 1 Sam 23,8        | Söldner Davids                                                                                        |
| Jischbach     | יִשְׁבָּח jišbāḥ                                            | unsicher, vllt. „[Gott] lobt“, „er lobt [Gott]“ oder „[Gott] besänftigt“ | 1 Chr 4,17        | von Juda                                                                                              |
| Jischbak      | יִשְׁבָּק jišbāq                                            | „er lässt los“, „er lässt zurück“ | Gen 25,2 u. ö.    | Sohn Abrahams und Keturas                                                                             |
| Jischi        | יִשְׁעִי jišʿî                                             | „[Gott] rettet“, „[Gott] hilft“, „[Gott] befreit“ | 1 Chr 2,31        | Jerachmeeliter                                                                                        |
| Jischi        | יִשְׁעִי jišʿî                                             | „[Gott] rettet“, „[Gott] hilft“, „[Gott] befreit“ | 1 Chr 4,20        | von Juda                                                                                              |
| Jischi        | יִשְׁעִי jišʿî                                             | „[Gott] rettet“, „[Gott] hilft“, „[Gott] befreit“ | 1 Chr 4,42        | von Simeon                                                                                            |
| Jischi        | יִשְׁעִי jišʿî                                             | „[Gott] rettet“, „[Gott] hilft“, „[Gott] befreit“ | 1 Chr 5,24        | von Ost-Manasse                                                                                       |
| Jischija      | יִשִּׁיָּהוּ jiššijjāhū                                       | unsicher, vllt. „JHWH macht vergessen“, „JHWH lässt vergessen“ | 1 Chr 12,7        | Helfer Davids                                                                                         |
| Jischija      | יִשִּׁיָּה jiššijâ                                           | unsicher, vllt. „JHWH macht vergessen“, „JHWH lässt vergessen“ | 1 Chr 7,3         | von Issachar                                                                                          |
| Jischija      | יִשִּׁיָּה jiššijâ                                           | unsicher, vllt. „JHWH macht vergessen“, „JHWH lässt vergessen“ | 1 Chr 23,20 u. ö. | Levit                                                                                                 |
| Jischija      | יִשִּׁיָּה jiššijâ                                           | unsicher, vllt. „JHWH macht vergessen“, „JHWH lässt vergessen“ | 1 Chr 24,21       | Levit                                                                                                 |
| Jischija      | יִשִּׁיָּה jiššijâ                                           | unsicher, vllt. „JHWH macht vergessen“, „JHWH lässt vergessen“ | Esr 10,31         | Priester                                                                                              |
| Jischma       | יִשְׁמָא jišmāʾ                                            | „[Gott] erhörte“ | 1 Chr 4,3         | von Juda                                                                                              |
| Jischmael     | יִשְׁמָעֵאל jišmāʾēʾl                                       | „Gott erhörte“ | 2 Kön 25,23 u. ö. | Mörder Gedaljas, Davidide                                                                             |
| Jischmael     | יִשְׁמָעֵאל jišmāʾēʾl                                       | „Gott erhörte“ | 1 Chr 8,38 u. ö.  | Benjaminit                                                                                            |
| Jischmael     | יִשְׁמָעֵאל jišmāʾēʾl                                       | „Gott erhörte“ | 2 Chr 19,11       | Judäer                                                                                                |
| Jischmael     | יִשְׁמָעֵאל jišmāʾēʾl                                       | „Gott erhörte“ | 2 Chr 23,1        | Offizier                                                                                              |
| Jischmael     | יִשְׁמָעֵאל jišmāʾēʾl                                       | „Gott erhörte“ | Esr 10,22         | Priester                                                                                              |
| Jischmaja     | יִשְׁמַעְיָה jišmaʿjâ                                        | „JHWH erhört“, „JHWH möge erhören“ | 1 Chr 12,4        | Helfer Davids                                                                                         |
| Jischmaja     | יִשְׁמַעְיָהוּ jišmaʿjāhū                                     | „JHWH erhört“, „JHWH möge erhören“ | 1 Chr 27,19       | sebulonitischer Stammesfürst                                                                          |
| Jischmerai    | יִשְׁמְרַי jišməraj                                         | „[Gott] hütet“, „[Gott] bewacht“ | 1 Chr 8,18        | von Benjamin                                                                                          |
| Jischpa       | יִשְׁפָּה jišpâ                                             | unklar, vllt. „glatt“, „ruhig“ oder „Glatzkopf“ | 1 Chr 8,16        | von Benjamin                                                                                          |
| Jischpan      | יִשְׁפָּן jišpān                                            | unklar, vllt. „glatt“, „ruhig“ oder „Glatzkopf“ | 1 Chr 8,22        | von Benjamin                                                                                          |
| Jischwa       | יִשְׁוָה jišwâ                                             | vllt. „verletzt“ oder „gleich“, „ähnlich“, „passend“, „ausreichend“ oder „herrschen“ | Gen 46,17 u. ö.   | zweitältester Sohn Aschers                                                                            |
| Jischwi       | יִשְׁוִי jišwî                                             | vllt. „verletzt“ oder „gleich“, „ähnlich“, „passend“, „ausreichend“ oder „herrschen“ | Gen 46,17 u. ö.   | drittältester Sohn Aschers                                                                            |
| Jischwi       | יִשְׁוִי jišwî                                             | vllt. „verletzt“ oder „gleich“, „ähnlich“, „passend“, „ausreichend“ oder „herrschen“ | 1 Sam 14,49       | zweitältester Sohn Sauls                                                                              |
| Jisija        | יִזִּיָּה jizzijjâ                                          | vllt. „JHWH besprengte“, „JHWH entsühnte“ | Esr 10,25         | in Mischehe lebender Israelit                                                                         |
| Jiska         | יִסְכָּה jiskâ                                             | unbekannt | Gen 11,29         | Tochter Harans                                                                                        |
| Jislia        | יִזְלִיאָה jizlîʾâ                                         | unsicher, vllt. „rinnen“, „fließen“ oder „ewig“, „langlebig“ | 1 Chr 8,18        | von Benjamin                                                                                          |
| Jismachja     | יִסְמַכְיָהוּ jismaḵjāhū                                     | „JHWH hilft“, „JHWH möge helfen“ | 2 Chr 31,13       | Beamter                                                                                               |
| Jisrachja     | יִזְרַחְיָה jizraḥjâ                                        | „JHWH geht auf“, „JHWH bricht hervor“ | 1 Chr 7,3         | von Issachar                                                                                          |
| Jisrachja     | יִזְרַחְיָה jizraḥjâ                                        | „JHWH geht auf“, „JHWH bricht hervor“ | Neh 12,42         | Levit                                                                                                 |
| Jitran        | יִתְרָן jiṯrān                                            | „kleiner Rest“ | Gen 36,26 u. ö.   | Sohn Dischons, Nachkomme Esaus                                                                        |
| Jitran        | יִתְרָן jiṯrān                                            | „kleiner Rest“ | Gen 36,40 u. ö.   | edomitischer Stammesfürst                                                                             |
| Jitran        | יִתְרָן jiṯrān                                            | „kleiner Rest“ | 1 Chr 7,37        | von Asser                                                                                             |
| Jitma         | יִתְמָה jiṯmâ                                             | „Waise“ | 1 Chr 11,46       | Moabiter, Söldner Davids                                                                              |
| Jitream       | יִתְרְעָם jiṯrəʿām                                         | unsicher, vllt. „der männliche Verwandte/der Stammesgott ist überragend“ oder „der männliche Stammesverwandte/der Stammesgott möge hochheben“ oder „Rest der Familie“                          | 2 Sam 3,5 u. ö.   | sechster Sohn Davids, von Egla                                                                        |
| Jitro         | יְתְרוֹ jiṯrō                                             | „Rest“ oder „sein Rest“ | Ex 3,1 u. ö.      | Schwiegervater Moses, Vater Zipporas                                                                  |
| Jizhar        | יִצְהָר jiṣhār                                            | „[Gott] erscheint“, „[Gott] sieht“ oder „hoch“, „erhaben“ | Ex 6,18 u. ö.     | Sohn Kehats, Enkel Levis                                                                              |
| Joab          | יוֹאָב jōʾāḇ und יֹאָב jōʾāḇ                               | „JHWH ist Vater“ | 1 Sam 26,6 u. ö.  | Joab, Heerführer Davids                                                                               |
| Joab          | יוֹאָב jōʾāḇ und יֹאָב jōʾāḇ                               | „JHWH ist Vater“ | 1 Chr 4,14        | Judäer                                                                                                |
| Joab          | יוֹאָב jōʾāḇ und יֹאָב jōʾāḇ                               | „JHWH ist Vater“ | Esr 2,6 u. ö.     | Oberhaupt einer Heimkehrerfamilie                                                                     |
| Joadda        | יְהוֹעַדָּה jəhōʿaddâ                                       | unsicher „JHWH schmückt“ oder „[Gott] hat geschmückt“ | 1 Chr 8,36        | Nachkomme Sauls                                                                                       |
| Joaddan       | יְהוֹעַדָּן jəhōʿaddān                                      | „JHWH ist Wonne“ | 2 Kön 14,2        | Mutter Amazjas                                                                                        |
| Joach         | יוֹאָח jōʾāḥ                                             | „JHWH ist Bruder“ | 2 Kön 18,18 u. ö. | Beamter Hiskijas, Sohn Asafs                                                                          |
| Joach         | יוֹאָח jōʾāḥ                                             | „JHWH ist Bruder“ | 1 Chr 6,6         | Levit                                                                                                 |
| Joach         | יוֹאָח jōʾāḥ                                             | „JHWH ist Bruder“ | 1 Chr 26,4        | Levit                                                                                                 |
| Joach         | יוֹאָח jōʾāḥ                                             | „JHWH ist Bruder“ | 2 Chr 29,12       | Levit                                                                                                 |
| Joach         | יוֹאָח jōʾāḥ                                             | „JHWH ist Bruder“ | 2 Chr 34,8        | Minister unter Joschija                                                                               |
| Joahas        | יְהוֹאָחָז jəhōʾāḥāz                                       | „JHWH hält fest“, „JHWH hat ergriffen“ | 2 Kön 10,35 u. ö. | Joahas, König von Israel, Sohn Jehus                                                                  |
| Joahas        | יְהוֹאָחָז jəhōʾāḥāz                                       | „JHWH hält fest“, „JHWH hat ergriffen“ | 2 Kön 23,30 u. ö. | Joahas, König von Juda                                                                                |
| Joahas        | יְהוֹאָחָז jəhōʾāḥāz                                       | „JHWH hält fest“, „JHWH hat ergriffen“ | 2 Chr 21,17       | Sohn Jorams                                                                                           |
| Joahas        | יְהוֹאָחָז jəhōʾāḥāz                                       | „JHWH hält fest“, „JHWH hat ergriffen“ | 2 Chr 25,23       | Großvater Amazjas                                                                                     |
| Joasch        | יְהוֹאָשׁ jəhōʾāš und יוֹאָשׁ jōʾāš                           | „JHWH hat gegeben“, „JHWH hat belohnt“ | 2 Kön 13,13 u. ö. | Joasch, König von Israel                                                                              |
| Joasch        | יְהוֹאָשׁ jəhōʾāš und יוֹאָשׁ jōʾāš                           | „JHWH hat gegeben“, „JHWH hat belohnt“ | 2 Kön 21,1 u. ö.  | Joasch, König von Juda, Sohn Ahasjas                                                                  |
| Joasch        | יוֹאָשׁ jōʾāš                                             | „JHWH hat gegeben“, „JHWH hat belohnt“ | Ri 6,11 u. ö.     | Abiësriter, Besitzer der Eiche bei Ofra, Vater Gideons                                                |
| Joasch        | יוֹאָשׁ jōʾāš                                             | „JHWH hat gegeben“, „JHWH hat belohnt“ | 1 Kön 22,26       | Sohn Ahabs                                                                                            |
| Joasch        | יוֹאָשׁ jōʾāš                                             | „JHWH hat gegeben“, „JHWH hat belohnt“ | 1 Chr 4,22        | Judäer                                                                                                |
| Joasch        | יוֹאָשׁ jōʾāš                                             | „JHWH hat gegeben“, „JHWH hat belohnt“ | 1 Chr 12,3        | Söldner Davids                                                                                        |
| Joasch        | יוֹעָשׁ jōʿāš                                             | „JHWH hat geholfen“ | 1 Chr 7,8         | Benjaminit                                                                                            |
| Joasch        | יוֹעָשׁ jōʿāš                                             | „JHWH hat geholfen“ | 1 Chr 27,28       | Beamter Davids                                                                                        |
| Job           | יוֹב jōḇ                                                | unbekannt | Gen 46,13         | Sohn Issachars, auch Jaschub                                                                          |
| Jobab         | יוֹבַב jōḇaḇ                                             | vllt. „laut schreien“ | Gen 10,29 u. ö.   | Sohn Joktans                                                                                          |
| Jobab         | יוֹבַב jōḇaḇ                                             | vllt. „laut schreien“ | Gen 36,33 u. ö.   | Sohn Serachs, König, aus Bozra                                                                        |
| Jobab         | יוֹבַב jōḇaḇ                                             | vllt. „laut schreien“ | Jos 11,1          | König von Madon                                                                                       |
| Jobab         | יוֹבַב jōḇaḇ                                             | vllt. „laut schreien“ | 1 Chr 8,9         | Sohn Schaharajims                                                                                     |
| Jobab         | יוֹבַב jōḇaḇ                                             | vllt. „laut schreien“ | 1 Chr 8,18        | Sohn Elpaals                                                                                          |
| Jochebed      | יוֹכֶבֶד jōḵæḇæd                                          | unsicher, vllt. „JHWH ist Schwere“ | Ex 6,20 u. ö.     | Frau und Tante Amrams, Mutter Aarons und Moses                                                        |
| Joda          | Ἰωδά Iōdá                                              | vllt. „JHWH kennt“, „JHWH kümmert sich“ | Lk 3,26           | im Stammbaum Jesu                                                                                     |
| Joed          | יוֹעֵד jōʿēd                                             | „JHWH ist Zeuge“ | Neh 11,7          | Benjaminit                                                                                            |
| Joël          | יוֹאֵל jōʾēl                                             | „JHWH ist Gott“ | 1 Sam 8,2 u. ö.   | Joel, Richter in Beerscheba, Sohn Samuels, Vater Hemans                                               |
| Joël          | יוֹאֵל jōʾēl                                             | „JHWH ist Gott“ | 1 Chr 4,35        | Simeoniter                                                                                            |
| Joël          | יוֹאֵל jōʾēl                                             | „JHWH ist Gott“ | 1 Chr 5,4         | Rubeniter, Vater Schefanjas                                                                           |
| Joël          | יוֹאֵל jōʾēl                                             | „JHWH ist Gott“ | 1 Chr 5,8         | Rubeniter, Vater Schemas                                                                              |
| Joël          | יוֹאֵל jōʾēl                                             | „JHWH ist Gott“ | 1 Chr 5,12        | Oberhaupt der Gaditer                                                                                 |
| Joël          | יוֹאֵל jōʾēl                                             | „JHWH ist Gott“ | 1 Chr 6,21        | Sohn Asarjas, Vater Elkanas                                                                           |
| Joël          | יוֹאֵל jōʾēl                                             | „JHWH ist Gott“ | 1 Chr 7,3         | Sohn Usis                                                                                             |
| Joël          | יוֹאֵל jōʾēl                                             | „JHWH ist Gott“ | 1 Chr 11,38       | Held Davids, Bruder Natans                                                                            |
| Joël          | יוֹאֵל jōʾēl                                             | „JHWH ist Gott“ | 1 Chr 15,7.11     | Vorsteher der Nachkommen Gerschoms, Levit                                                             |
| Joël          | יוֹאֵל jōʾēl                                             | „JHWH ist Gott“ | 1 Chr 23,8 u. ö.  | Levit, Nachkomme Ladans                                                                               |
| Joël          | יוֹאֵל jōʾēl                                             | „JHWH ist Gott“ | 1 Chr 27,20       | Sohn Pedajas                                                                                          |
| Joël          | יוֹאֵל jōʾēl                                             | „JHWH ist Gott“ | 2 Chr 29,12       | Levit, Kehatiter, Sohn Asarjas                                                                        |
| Joël          | יוֹאֵל jōʾēl                                             | „JHWH ist Gott“ | Esr 10,43         | Nachkomme Nebos                                                                                       |
| Joël          | יוֹאֵל jōʾēl                                             | „JHWH ist Gott“ | Neh 11,9          | Sohn Sichris                                                                                          |
| Joël          | יוֹאֵל jōʾēl                                             | „JHWH ist Gott“ | Joel 1,1          | Joel, Prophet, Sohn Petuëls                                                                           |
| Joëla         | יוֹעֵאלָה jōʿēʾlâ'                                        | unbekannt, vllt. „der Steinbock“ oder „[Gott] hilft/nützt“ | 1 Chr 12,8        | Anhänger Davids, Sohn Jerohams, aus Gedor                                                             |
| Joëser        | יוֹעֶזֶר jōʿæzær                                          | „JHWH ist Hilfe“ | 1 Chr 12,7        | Korachiter, Söldner Davids                                                                            |
| Jogli         | יָגְלִי jåglî                                             | „öffnen“, „enthüllen“, „offenbaren“ | Num 34,22         | Daniter, Vater des Anführers Bukki                                                                    |
| Joha          | יוֹחָא jōḥāʾ                                             | „JHWH ist gnädig“ oder „JHWH ist Bruder“ | 1 Chr 8,16        | Benjaminit                                                                                            |
| Joha          | יוֹחָא jōḥāʾ                                             | „JHWH ist gnädig“ oder „JHWH ist Bruder“ | 1 Chr 11,45       | Söldner Davids                                                                                        |
| Johanan       | יְהוֹחָנָן jəhōḥānān                                       | „JHWH ist gnädig“, „JHWH erbarmt sich“ | 1 Chr 26,3        | Torwächter, Nachkomme Meschelemjahus                                                                  |
| Johanan       | יְהוֹחָנָן jəhōḥānān                                       | „JHWH ist gnädig“, „JHWH erbarmt sich“ | 2 Chr 17,15       | Oberst unter Joschafat                                                                                |
| Johanan       | יְהוֹחָנָן jəhōḥānān                                       | „JHWH ist gnädig“, „JHWH erbarmt sich“ | 2 Chr 23,1 u. ö.  | Vorfahr Asarjas                                                                                       |
| Johanan       | יְהוֹחָנָן jəhōḥānān                                       | „JHWH ist gnädig“, „JHWH erbarmt sich“ | Esr 10,28         | Priester, Nachkomme Bebais, in Mischehe lebend                                                        |
| Johanan       | יְהוֹחָנָן jəhōḥānān                                       | „JHWH ist gnädig“, „JHWH erbarmt sich“ | Neh 6,18          | Sohn Tobijas                                                                                          |
| Johanan       | יְהוֹחָנָן jəhōḥānān                                       | „JHWH ist gnädig“, „JHWH erbarmt sich“ | Neh 12,13.42      | Levit, Nachkomme Amarjas                                                                              |
| Johanan       | יְהוֹחָנָן jəhōḥānān und יוֹחָנָן jōḥānān                     | „JHWH ist gnädig“, „JHWH erbarmt sich“ | Esr 10,6 u. ö.    | Hohepriester, Sohn Eljaschibs                                                                         |
| Johanan       | יוֹחָנָן jōḥānān                                          | „JHWH ist gnädig“, „JHWH erbarmt sich“ | 2 Kön 25,23 u. ö. | Truppenführer, Verschwörer gegen Gedalja, Sohn Kareachs                                               |
| Johanan       | יוֹחָנָן jōḥānān                                          | „JHWH ist gnädig“, „JHWH erbarmt sich“ | 1 Chr 3,15        | Sohn Joschijas                                                                                        |
| Johanan       | יוֹחָנָן jōḥānān                                          | „JHWH ist gnädig“, „JHWH erbarmt sich“ | 1 Chr 3,24        | Sohn Eljoënais                                                                                        |
| Johanan       | יוֹחָנָן jōḥānān                                          | „JHWH ist gnädig“, „JHWH erbarmt sich“ | 1 Chr 5,35f       | Sohn Asarjas                                                                                          |
| Johanan       | יוֹחָנָן jōḥānān                                          | „JHWH ist gnädig“, „JHWH erbarmt sich“ | 1 Chr 12,5.13     | Anhänger Davids                                                                                       |
| Johanan       | יוֹחָנָן jōḥānān                                          | „JHWH ist gnädig“, „JHWH erbarmt sich“ | Esr 8,12          | Nachkomme Asgads                                                                                      |
| Johanan       | Ἰωάννης Iōánnēs                                        | „JHWH ist gnädig“, „JHWH erbarmt sich“ | 1 Makk 2,1        | Sohn Simeons, Vater des Mattatias                                                                     |
| Johanna       | Ἰωάννα Iōánna                                          | „JHWH ist gnädig“, „JHWH erbarmt sich“ | Lk 8,3 u. ö.      | Jüngerin Jesu, Frau des Chuzas                                                                        |
| Johannes      | Ἰωάννης Iōánnēs                                        | „JHWH ist gnädig“, „JHWH erbarmt sich“ | Mt 3,1 u. ö.      | Johannes der Täufer                                                                                   |
| Johannes      | Ἰωάννης Iōánnēs                                        | „JHWH ist gnädig“, „JHWH erbarmt sich“ | Mt 4,21 u. ö.     | Johannes, Jünger Jesu, Sohn des Zebedäus                                                              |
| Johannes      | Ἰωάννης Iōánnēs                                        | „JHWH ist gnädig“, „JHWH erbarmt sich“ | Joh 1,42 u. ö.    | Vater des Petrus                                                                                      |
| Johannes      | Ἰωάννης Iōánnēs                                        | „JHWH ist gnädig“, „JHWH erbarmt sich“ | Apg 4,6           | Mitglied des Hohen Rates                                                                              |
| Johannes      | Ἰωάννης Iōánnēs                                        | „JHWH ist gnädig“, „JHWH erbarmt sich“ | Apg 12,12 u. ö.   | mit Beiname Markus, Begleiter des Paulus                                                              |
| Johannes      | Ἰωάννης Iōánnēs                                        | „JHWH ist gnädig“, „JHWH erbarmt sich“ | Offb 1,1 u. ö.    | Seher                                                                                                 |
| Jojachin      | יְהוֹיָכִין jəhōjāḵîn, יְהוֹיָכִן jəhōjāḵin und יוֹיָכִין jōjāḵîn | „JHWH stellt auf“, „JHWH bestätigt“, „JHWH verleiht Beständigkeit“ | 2 Kön 24,6 u. ö.  | König von Juda                                                                                        |
| Jojada        | יְהוֹיָדָע jəhōjādāʿ                                       | „JHWH kennt“, „JHWH kümmert sich“ | 2 Sam 8,18 u. ö.  | Vater Benajas                                                                                         |
| Jojada        | יְהוֹיָדָע jəhōjādāʿ                                       | „JHWH kennt“, „JHWH kümmert sich“ | 2 Kön 11,4 u. ö.  | Priester, der König Joasch heimlich aufzog, um ihn vor der Ermordung zu bewahren; Vater des Zacharias |
| Jojada        | יְהוֹיָדָע jəhōjādāʿ                                       | „JHWH kennt“, „JHWH kümmert sich“ | Jer 29,26         | Priester                                                                                              |
| Jojada        | יוֹיָדָע jōjādāʿ                                          | „JHWH kennt“, „JHWH kümmert sich“ | Neh 3,6           | Sohn Paseachs, Beteiligter beim Bau der Stadtmauer                                                    |
| Jojada        | יוֹיָדָע jōjādāʿ                                          | „JHWH kennt“, „JHWH kümmert sich“ | Neh 12,10 u. ö.   | Hohepriester                                                                                          |
| Jojakim       | יְהוֹיָקִים jəhōjāqîm                                      | „JHWH hat [wieder] erstehen lassen“ | 2 Kön 23,34 u. ö. | König von Juda                                                                                        |
| Jojakim       | יוֹיָקִים jōjāqîm                                         | „JHWH hat [wieder] erstehen lassen“ | Neh 12,10 u. ö.   | Hohepriester                                                                                          |
| Jojakim       | Ιωακιμ Iōakim                                          | „JHWH hat [wieder] erstehen lassen“ | Dan 13,1 u. ö.    | Mann der Susanna                                                                                      |
| Jojakim       | Ιωακιμ Iōakim                                          | „JHWH hat [wieder] erstehen lassen“ | Jud 4,6 u. ö.     | Hohepriester                                                                                          |
| Jojarib       | יְהוֹיָרִיב jəhōjārîḇ und יוֹיָרִיב jōjārîḇ                   | „JHWH führte die Rechtssache“ oder „JHWH ersetzte“ | 1 Chr 9,10 u. ö.  | Priester                                                                                              |
| Jojarib       | יוֹיָרִיב jōjārîḇ                                         | „JHWH führte die Rechtssache“ oder „JHWH ersetzte“ | Neh 11,5.10       | Priester, Sohn Secharjas, Vater Asarjas                                                               |
| Jojarib       | יוֹיָרִיב jōjārîḇ                                         | „JHWH führte die Rechtssache“ oder „JHWH ersetzte“ | Esr 8,16          | verständiger Mann, der zu Iddo geschickt wurde                                                        |
| Jokim         | יוֹקִים jōqîm                                            | „JHWH hat [wieder] erstehen lassen“ | 1 Chr 4,22        | Sohn Schelas, aus dem Stamm Juda                                                                      |
| Jokschan      | יָקְשָׁן jåqšān                                            | unbekannt | Gen 25,2 u. ö.    | Sohn Abrahams und Keturas, Vater Schebas und Dedans                                                   |
| Joktan        | יָקְטָן jåqṭān                                            | unsicher, vllt. „wach sein“ oder „klein sein“ | Gen 10,25 u. ö.   | Sohn Ebers, Vater Almodads, Schelefs, Hazarmawets und Jerachs                                         |
| Jona          | יוֹנָה jōnâ                                              | „Taube“ | 2 Kön 14,25 u. ö. | Prophet, Sohn Amittais                                                                                |
| Jonadab       | יְהוֹנָדָב jəhōnādāḇ und יוֹנָדָב jōnādāḇ                     | „JHWH hat [ihn] gespendet“, „JHWH zeigte sich freigiebig“, „JHWH ist einsatzbereit“ | 2 Sam 13,3 u. ö.  | Freund Amnons, Sohn Schimas, Cousin Davids                                                            |
| Jonadab       | יְהוֹנָדָב jəhōnādāḇ und יוֹנָדָב jōnādāḇ                     | „JHWH hat [ihn] gespendet“, „JHWH zeigte sich freigiebig“, „JHWH ist einsatzbereit“ | 2 Kön 10,15 u. ö. | Oberhaupt der Rechabiter                                                                              |
| Jonatan       | יְהוֹנָתָן jəhōnāṯān                                       | „JHWH hat gegeben“ | 2 Sam 21,21 u. ö. | Neffe Davids                                                                                          |
| Jonatan       | יְהוֹנָתָן jəhōnāṯān                                       | „JHWH hat gegeben“ | 1 Chr 27,25       | Beamter Davids                                                                                        |
| Jonatan       | יְהוֹנָתָן jəhōnāṯān                                       | „JHWH hat gegeben“ | 1 Chr 27,32       | Onkel Davids                                                                                          |
| Jonatan       | יְהוֹנָתָן jəhōnāṯān                                       | „JHWH hat gegeben“ | Jer 37,15 u. ö.   | Beamter zur Zeit Jeremias                                                                             |
| Jonatan       | יְהוֹנָתָן jəhōnāṯān                                       | „JHWH hat gegeben“ | Neh 12,18         | Priester                                                                                              |
| Jonatan       | יְהוֹנָתָן jəhōnāṯān                                       | „JHWH hat gegeben“ | 2 Chr 17,8        | Levit                                                                                                 |
| Jonatan       | יְהוֹנָתָן jəhōnāṯān                                       | „JHWH hat gegeben“ | Ri 18,30          | Ahnherr der Priesterschaft von Dan                                                                    |
| Jonatan       | יְהוֹנָתָן jəhōnāṯān und יוֹנָתָן jōnāṯān                     | „JHWH hat gegeben“ | 1 Sam 13,2 u. ö.  | Jonatan, Freund Davids, Sohn Sauls                                                                    |
| Jonatan       | יְהוֹנָתָן jəhōnāṯān und יוֹנָתָן jōnāṯān                     | „JHWH hat gegeben“ | 2 Sam 15,27 u. ö. | Sohn des Priesters Abjatar                                                                            |
| Jonatan       | יְהוֹנָתָן jəhōnāṯān und יוֹנָתָן jōnāṯān                     | „JHWH hat gegeben“ | 2 Sam 23,32 u. ö. | Sohn Schammas, Held Davids                                                                            |
| Jonatan       | יוֹנָתָן jōnāṯān                                          | „JHWH hat gegeben“ | 1 Chr 2,32f       | Sohn des Jada                                                                                         |
| Jonatan       | יוֹנָתָן jōnāṯān                                          | „JHWH hat gegeben“ | Jer 40,8          | Truppenführer                                                                                         |
| Jonatan       | יוֹנָתָן jōnāṯān                                          | „JHWH hat gegeben“ | Esr 8,6           | Vater des Heimkehrers Ebed                                                                            |
| Jonatan       | יוֹנָתָן jōnāṯān                                          | „JHWH hat gegeben“ | Esr 10,15         | Sohn Asaëls                                                                                           |
| Jonatan       | יוֹנָתָן jōnāṯān                                          | „JHWH hat gegeben“ | Neh 12,14 u. ö.   | Priester                                                                                              |
| Jonatan       | Ιωναθαν Iōnathan                                       | „JHWH hat gegeben“ | 1 Makk 2,5        | Jonatan, Makkabäer, Herrscher in Judäa                                                                |
| Jonatan       | Ιωναθαν Iōnathan                                       | „JHWH hat gegeben“ | 1 Makk 13,11      | Sohn des Abschalom                                                                                    |
| Jonatan       | Ιωναθαν Iōnathan                                       | „JHWH hat gegeben“ | 2 Makk 1,23       | zur Zeit Nehemias, stimmt Gebet an                                                                    |
| Jora          | יוֹרָה jōrâ                                              | vllt. „tränken“, „getränkt werden“ | Esr 2,18          | Oberhaupt einer Heimkehrersippe                                                                       |
| Jorai         | יוֹרַי jōrj                                              | „JHWH ist erhaben“ oder „tränken“, „getränkt werden“ | 1 Chr 5,13        | von Gad                                                                                               |
| Joram         | יְהוֹרָם jəhōrām                                          | „JHWH ist erhaben“ | 2 Chr 17,8        | Priester                                                                                              |
| Joram         | יְהוֹרָם jəhōrām und יוֹרָם jōrām                           | „JHWH ist erhaben“ | 1 Kön 22,51 u. ö. | Joram, König von Juda, Sohn Joschafats                                                                |
| Joram         | יְהוֹרָם jəhōrām und יוֹרָם jōrām                           | „JHWH ist erhaben“ | 2 Kön 1,17 u. ö.  | Joram, König von Israel, Sohn Ahabs, Bruder Ahasjas                                                   |
| Joram         | יוֹרָם jōrām                                             | „JHWH ist erhaben“ | 1 Chr 26,25       | Levit                                                                                                 |
| Joram         | יוֹרָם jōrām                                             | „JHWH ist erhaben“ | 1 Kön 16,22       | Bruder des Tibni                                                                                      |
| Jorim         | Ἰωρίμ Iōrím                                            | unklar | Lk 3,29           | im Stammbaum Jesu                                                                                     |
| Josabad       | יְהוֹזָבָד jəhōzāḇād                                       | „JHWH hat geschenkt“ | 1 Chr 26,4        | Torwächter, zweitältester Sohn Obed-Edoms                                                             |
| Josabad       | יְהוֹזָבָד jəhōzāḇād                                       | „JHWH hat geschenkt“ | 2 Chr 17,18       | Offizier unter Joschafat                                                                              |
| Josabad       | יְהוֹזָבָד jəhōzāḇād und יוֹזָבָד jōzāḇād                     | „JHWH hat geschenkt“ | 2 Kön 12,22       | Mörder des Königs Joasch                                                                              |
| Josabad       | יוֹזָבָד jōzāḇād                                          | „JHWH hat geschenkt“ | 1 Chr 12,5        | Anhänger Davids aus Gedera                                                                            |
| Josabad       | יוֹזָבָד jōzāḇād                                          | „JHWH hat geschenkt“ | 1 Chr 12,21       | zwei Häupter der Tausendschaften Manasses                                                             |
| Josabad       | יוֹזָבָד jōzāḇād                                          | „JHWH hat geschenkt“ | 2 Chr 35,9        | Vorsteher der Leviten                                                                                 |
| Josabad       | יוֹזָבָד jōzāḇād                                          | „JHWH hat geschenkt“ | Esr 8,33          | Levit, Sohn Jeschuas                                                                                  |
| Josabad       | יוֹזָבָד jōzāḇād                                          | „JHWH hat geschenkt“ | Esr 10,22         | Priester, in Mischehe lebend, Nachkomme Paschhurs                                                     |
| Josabad       | יוֹזָבָד jōzāḇād                                          | „JHWH hat geschenkt“ | Esr 10,23         | Levit, in Mischehe lebend                                                                             |
| Josabad       | יוֹזָבָד jōzāḇād                                          | „JHWH hat geschenkt“ | Neh 8,7           | Oberhaupt der Leviten                                                                                 |
| Joscha        | יוֹשָׁה jōšâ                                              | unklar | 1 Chr 4,34        | von Simeon                                                                                            |
| Joschafat     | יְהוֹשָׁפָט jəhōšāp̄āṭ                                       | „JHWH hat Recht gesprochen“, „JHWH regiert“, „JHWH hat Recht verschafft“ | 2 Sam 8,16 u. ö.  | Sprecher des Königs, Sohn Ahiluds                                                                     |
| Joschafat     | יְהוֹשָׁפָט jəhōšāp̄āṭ                                       | „JHWH hat Recht gesprochen“, „JHWH regiert“, „JHWH hat Recht verschafft“ | 1 Kön 4,17        | Provinzgouverneur Salomos, Sohn Paruachs                                                              |
| Joschafat     | יְהוֹשָׁפָט jəhōšāp̄āṭ                                       | „JHWH hat Recht gesprochen“, „JHWH regiert“, „JHWH hat Recht verschafft“ | 1 Kön 15,24 u. ö. | Joschafat, König von Juda, Sohn Asas                                                                  |
| Joschafat     | יְהוֹשָׁפָט jəhōšāp̄āṭ                                       | „JHWH hat Recht gesprochen“, „JHWH regiert“, „JHWH hat Recht verschafft“ | 2 Kön 9,2.14      | Sohn Nimschis, Vater Jehus                                                                            |
| Joschafat     | יוֹשָׁפָט jōšāp̄āṭ                                          | „JHWH hat Recht gesprochen“, „JHWH regiert“, „JHWH hat Recht verschafft“ | 1 Chr 11,43       | Held Davids, aus Meten                                                                                |
| Joschafat     | יוֹשָׁפָט jōšāp̄āṭ                                          | „JHWH hat Recht gesprochen“, „JHWH regiert“, „JHWH hat Recht verschafft“ | 1 Chr 15,24       | Priester                                                                                              |
| Joschawja     | יוֹשַׁוְיָה jōšawjâ                                         | unklar, vllt. „JHWH möge [sicher] wohnen lassen“ oder „JHWH ließ [den Verstorbenen] zurückkehren“                                                                                              | 1 Chr 11,46       | Söldner Davids                                                                                        |
| Joschbekascha | יָשְׁבְּקָשָׁה jåšbəqāšâ                                       | „im Ungück sitzend“ | 1 Chr 25,4.24     | Tempelsänger                                                                                          |
| Joscheba      | יְהוֹשֶׁבַע jəhōšæḇaʿ und יְהוֹשַׂבְעַת jəhōšaḇʿaṯ                | „JHWH ist Fülle“ | 2 Kön 11,2 u. ö.  | Tochter Jorams                                                                                        |
| Joschibja     | יוֹשִׁבְיָה jōšîḇjâ                                         | „JHWH möge [sicher] wohnen lassen“ oder „JHWH ließ [den Verstorbenen] zurückkehren“ | 1 Chr 4,35        | von Simeon                                                                                            |
| Joschija      | יֹאשִׁיָּהוּ jōʾšijjāhū und יֹאושִׁיָּהוּ jōʾwšijjāhū              | „JHWH möge heilen“,„JHWH möge pflegen“ | 1 Kön 13,2 u.. ö. | Joschija, König von Juda                                                                              |
| Joschija      | יֹאשִׁיָּה jōʾšijjâ                                         | „JHWH möge heilen“,„JHWH möge pflegen“ | Sach 6,10         | Sohn Zefanjas                                                                                         |
| Joschua       | יְהוֹשׁוּעַ jəhōšūaʿ                                        | „JHWH Hilfe“, „JHWH ist Rettung“ | 1 Sam 6,14.18     | Einwohner in Bet-Schemesch                                                                            |
| Joschua       | Ἰησοῦς Iēsûs                                           | „JHWH Hilfe“, „JHWH ist Rettung“ | Lk 3,29           | Im Stammbaum Jesu                                                                                     |
| Josech        | Ἰωσήχ Iōsēch                                           | unklar, vllt. „[JHWH/Gott] möge hinzufügen“ oder „JHWH hat Wohnung genommen“ | Lk 3,26           | Im Stammbaum Jesu                                                                                     |
| Josef         | יוֹסֵף jōsēp̄                                             | „[Gott/JHWH] möge hinzufügen“ | Gen 30,24 u. ö.   | Josef, Sohn Jakobs und Rahels                                                                         |
| Josef         | יוֹסֵף jōsēp̄                                             | „[Gott/JHWH] möge hinzufügen“ | Num 13,7          | Josef, Issacharit, Vater des Kundschafters Jigal                                                      |
| Josef         | יוֹסֵף jōsēp̄                                             | „[Gott/JHWH] möge hinzufügen“ | 1 Chr 25,2.9      | Tempelsänger, Nachkomme Asafs                                                                         |
| Josef         | יוֹסֵף jōsēp̄                                             | „[Gott/JHWH] möge hinzufügen“ | Esr 10,42         | Sohn Binnuis                                                                                          |
| Josef         | יוֹסֵף jōsēp̄                                             | „[Gott/JHWH] möge hinzufügen“ | Neh 12,14         | Sohn des Priesters Schebanja                                                                          |
| Josef         | Ἰωσήφ Iōséph                                           | „[Gott/JHWH] möge hinzufügen“ | Mt 1,16 u. ö.     | Josef, Mann Marias, der Mutter Jesu                                                                   |
| Josef         | Ἰωσήφ Iōséph                                           | „[Gott/JHWH] möge hinzufügen“ | Mt 13,55          | Bruder Jesu, auch Joses                                                                               |
| Josef         | Ἰωσήφ Iōséph                                           | „[Gott/JHWH] möge hinzufügen“ | Mt 27,56          | Sohn Marias, Bruder von Jakobus, auch Joses                                                           |
| Josef         | Ἰωσήφ Iōséph                                           | „[Gott/JHWH] möge hinzufügen“ | Mt 27,57          | Josef von Arimathäa                                                                                   |
| Josef         | Ἰωσήφ Iōséph                                           | „[Gott/JHWH] möge hinzufügen“ | Lk 3,30           | im Stammbaum Jesu, Sohn des Jonam                                                                     |
| Josef         | Ἰωσήφ Iōséph                                           | „[Gott/JHWH] möge hinzufügen“ | Lk 3,24           | im Stammbaum Jesu, Sohn des Mattitja                                                                  |
| Josef         | Ἰωσήφ Iōséph                                           | „[Gott/JHWH] möge hinzufügen“ | Apg 4,36          | Apostel mit Beinamen Barnabas                                                                         |
| Josef         | Ἰωσήφ Iōséph                                           | „[Gott/JHWH] möge hinzufügen“ | Apg 1,23          | Apostelkandidat mit Beinamen Barsabbas, genannt Justus                                                |
| Josef         | Ἰωσήφ Iōséph                                           | „[Gott/JHWH] möge hinzufügen“ | Jud 8,1           | Urgroßvater Judits                                                                                    |
| Josef         | Ἰωσήφ Iōséph                                           | „[Gott/JHWH] möge hinzufügen“ | 1 Makk 5,18 u. ö. | Heerführer, Sohn Secharjas                                                                            |
| Josef         | Ἰωσήφ Iōséph                                           | „[Gott/JHWH] möge hinzufügen“ | 2 Makk 8,22 u. ö. | Bruder des Judas Makkabäus                                                                            |
| Joses         | Ἰωσῆς Iōsês                                            | „[Gott/JHWH] möge hinzufügen“ | Mk 6,3            | Bruder Jesu, auch Josef                                                                               |
| Joses         | Ἰωσῆς Iōsês                                            | „[Gott/JHWH] möge hinzufügen“ | Mk 15,40 u. ö.    | Sohn Marias, Bruder von Jakobus, auch Joses                                                           |
| Josifja       | יוֹסִפְיָה jōsip̄jâ                                         | „JHWH möge hinzufügen“ | Esr 8,10          | Vater des Heimkehrers Schelomit                                                                       |
| Josua         | יְהוֹשׁוּעַ jəhōšūaʿ                                        | „JHWH Hilfe“, „JHWH ist Rettung“ | Ex 17,9 u. ö.     | Josua, Nachfolger Moses, Sohn Nuns                                                                    |
| Josua         | יְהוֹשׁוּעַ jəhōšūaʿ                                        | „JHWH Hilfe“, „JHWH ist Rettung“ | 2 Kön 23,8        | Stadtkommandant von Jerusalem, auch Joschua                                                           |
| Jotam         | יוֹתָם jōtām                                             | „JHWH ist vollkommen“ | Ri 9,5 u. ö.      | jüngster Sohn Jerubbaals                                                                              |
| Jotam         | יוֹתָם jōtām                                             | „JHWH ist vollkommen“ | 1 Chr 2,47        | Sohn Jahdais und Urenkel Kalebs                                                                       |
| Jotam         | יוֹתָם jōtām                                             | „JHWH ist vollkommen“ | 2 Kön 15,5 u. ö.  | Jotam, König von Juda, Sohn Asarja, Vater des Ahas                                                    |
| Jozadak       | יְהוֹצָדָק jəhōṣādāq und יוֹצָדָק jōṣādāq                     | „JHWH ist gerecht“, „JHWH hat sich als gerecht erwiesen“ | 1 Chr 5,40 u. ö.  | Sohn Serajas, Vater des Hohepriesters Jehoschua                                                       |
| Jubal         | יוּבַל jūḇal                                             | unsicher, vllt. „Produkt“, „Ertrag“ oder „Widderhorn“ | Gen 4,21          | Sohn Lamechs und Adas                                                                                 |
| Juchal        | יוּכַל jūḵalיְהוּכַל jəhūḵal                                | „[Gott] erweise sich als mächtig“, „[Gott] erwies sich als mächtig“ | Jer 37,3 u. ö.    | Sohn Schelemjas                                                                                       |
| Juda          | יְהוּדָה jəhūdâ                                           | umstritten, vllt. „Bodensenkung“, „Abgrund“ | Gen 29,35 u. ö.   | Juda, Sohn Jakobs und Leas                                                                            |
| Juda          | יְהוּדָה jəhūdâ                                           | umstritten, vllt. „Bodensenkung“, „Abgrund“ | Esr 10,23         | Levit, der in einer Mischehe lebte                                                                    |
| Juda          | יְהוּדָה jəhūdâ                                           | umstritten, vllt. „Bodensenkung“, „Abgrund“ | Neh 11,9          | Sohn Senuas, zweiter Vorsteher Jerusalems                                                             |
| Juda          | יְהוּדָה jəhūdâ                                           | umstritten, vllt. „Bodensenkung“, „Abgrund“ | Neh 12,34         | Beteiligter bei der Einweihung der Mauer                                                              |
| Juda          | יְהוּדָה jəhūdâ                                           | umstritten, vllt. „Bodensenkung“, „Abgrund“ | Neh 12,36         | Musiker bei der Einweihung der Mauer                                                                  |
| Judas         | Ἰούδας Iúdas                                           | umstritten, vllt. „Bodensenkung“, „Abgrund“ | Mt 10,4 u. ö.     | Judas Iskariot, Jünger Jesu                                                                           |
| Judas         | Ἰούδας Iúdas                                           | umstritten, vllt. „Bodensenkung“, „Abgrund“ | Mt 13,55 u. ö.    | Bruder Jesu                                                                                           |
| Judas         | Ἰούδας Iúdas                                           | umstritten, vllt. „Bodensenkung“, „Abgrund“ | Lk 3,30           | im Stammbaum Jesu                                                                                     |
| Judas         | Ἰούδας Iúdas                                           | umstritten, vllt. „Bodensenkung“, „Abgrund“ | Lk 6,16 u. ö.     | Judas, Sohn des Jakobus, Jünger Jesu                                                                  |
| Judas         | Ἰούδας Iúdas                                           | umstritten, vllt. „Bodensenkung“, „Abgrund“ | Apg 5,37          | Judas, Galiläer                                                                                       |
| Judas         | Ἰούδας Iúdas                                           | umstritten, vllt. „Bodensenkung“, „Abgrund“ | Apg 9,11          | Judas, Hausbesitzer in Damaskus                                                                       |
| Judas         | Ἰούδας Iúdas                                           | umstritten, vllt. „Bodensenkung“, „Abgrund“ | Apg 15,22 u. ö.   | Judas, genannt Barsabbas, Mitarbeiter des Paulus                                                      |
| Judas         | Ἰούδας Iúdas                                           | umstritten, vllt. „Bodensenkung“, „Abgrund“ | 1 Makk 2,4 u. ö.  | Judas, der Makkabäer                                                                                  |
| Judit         | יְהוּדִית jəhūdîṯ                                         | „die Judäerin“, „die Jüdin“ | Gen 26,34         | Frau Esaus, Tochter des Hetiters Beeri                                                                |
| Judit         | Ἰουδίθ Iudíth                                          | „die Judäerin“, „die Jüdin“ | Jud 8,1 u. ö.     | Tochter Meraris                                                                                       |
| Julia         | Ἰουλία Iulía                                           | unsicher, vllt. „Bartflaum“ oder „dem Jupiter geweiht“ | Röm 16,15         | Gegrüßte im Römerbrief                                                                                |
| Julius        | Ἰούλιος Iúlios                                         | unsicher, vllt. „Bartflaum“ oder „dem Jupiter geweiht“ | Apg 27,1.3        | römischer Hauptmann                                                                                   |
| Junia         | Ἰουνία Iunía                                           | „der Juno geweiht“ | Röm 16,7          | Apostel, Gegrüßte im Römerbrief                                                                       |
| Junias        | Ἰουνιᾶς Iuniâs oder Ἰουνίας Iunías                     | angenommener, nicht belegter Nominativ zur Dativform Ἰουνιαν Iunian | Röm 16,7          | fälschliche männlicher Name anstatt Junia                                                             |
| Juschab-Hesed | יוּשַׁב חֶסֶד jūšaḇ ḥæsæd                                   | unsicher, vllt. „[der Verstorbene] ist zurückgekehrt“, „[Gott] möge sich zuwenden“ oder „die Gnade möge wiedergebracht werden“, „die Gnade möge wiederkommen“                                  | 1 Chr 3,20        | Sohn Meschullams                                                                                      |
| Justus        | Ἰοῦστος Iûstos                                         | „gerecht“ | Apg 1,23          | Beiname des Josef, genannt Barsabbas                                                                  |
| Justus        | Ἰοῦστος Iûstos                                         | „gerecht“ | Apg 18,7          | Titius Justus, Gottesfürchtiger                                                                       |
| Justus        | Ἰοῦστος Iûstos                                         | „gerecht“ | Kol 4,11          | Beiname eines Jesus, eines Grüßenden im Kolosserbrief                                                 |